# Castellavazzo
Castellavazzo es una localidad italiana situada en la comuna de Longarone de la provincia de Belluno, región de Véneto, con 1.658 habitantes.

## Evolución demográfica
| Gráfica de evolución demográfica de Castellavazzo entre 1861 y 2001 |
|                                                                     |
| Fuente ISTAT - elaboración gráfica de Wikipedia                     |